# Борова (Новоград-Волинська міська рада)
Борова (Бурова, пол. Burowa, рос. Боровая, Буровая) — колишня колонія у Романівецькій волості Новоград-Волинського повіту Волинської губернії та Теснівській сільській раді Новоград-Волинського, Соколовського районів, Новоград-Волинської міської ради Волинської округи і Київської області.
Лютеранське поселення, лежало за 23 км східніше м. Новоград-Волинський, належало до лютеранської парафії м. Новограда-Волинського.

## Населення
В кінці 19 століття в колонії проживав 131 мешканець, дворів — 37.
У 1906 році в поселенні налічувалося 146 жителів, дворів — 18.
Станом на 1923 рік нараховано 31 двір та 155 мешканців, у 1924 році — 165 осіб (з перевагою німецької національности), дворів — 30.

## Історія
В кінці 19 століття — колонія Романівецької волості Новоград-Волинського повіту, за 22 версти від повітового міста.
У 1906 році — колонія Романівецької волості (2-го стану) Новоград-Волинського повіту Волинської губернії. Відстань до повітового центру, міста Новоград-Волинський, становила 22 версти, до волосного центру, с. Романівка — 12 верст. Найближче поштово-телеграфне відділення розташовувалося в Новограді-Волинському.
У 1923 році увійшла до складу новоствореної Теснівської сільської ради, котра, від 7 березня 1923 року, включена до складу новоутвореного Новоград-Волинського району Житомирської (згодом — Волинська) округи. Розміщувалася за 19 верст від районного центру, м. Новоград-Волинський, та 1 версту — від центру сільської ради, с. Теснівка.
20 червня 1930 року, в складі сільської ради, включена до Соколовського німецького району, 15 вересня 1930 року — до складу Новоград-Волинського району Волинської округи, 1 червня 1935 року — до складу Новоград-Волинської міської ради Київської області.
Знята з обліку населених пунктів до 1 жовтня 1941 року.